# Crassostrea corteziensis
Crassostrea corteziensis är en musselart som först beskrevs av Leo George Hertlein 1951.  Crassostrea corteziensis ingår i släktet Crassostrea och familjen ostron. Inga underarter finns listade i Catalogue of Life.